# Mirax brasiliensis
Mirax brasiliensis är en stekelart som beskrevs av Charles Thomas Brues 1912. Mirax brasiliensis ingår i släktet Mirax och familjen bracksteklar. Inga underarter finns listade i Catalogue of Life.